# 江苏大学京江学院
江苏大学京江学院，是江苏大学举办的普通全日制本科独立学院。
学院拥有校本部、中山、梦溪和京江新校区。

## 历史
1999年，批准成立，为公有民办二级学院；2005年，转为独立学院。
2021年6月4日，教育部发展规划司发布公示，拟同意该院与江苏农林职业技术学院合并，转设为本科层次职业学校江苏农林职业技术大学。2021年6月8日，江苏大学发布公告，宣布江苏大学京江学院终止与高职院校的合并转设工作，不再转设为职业教育本科。

## 专业设置
- 医学类
- 工学类
- 文学类
- 理学类
- 管理学类
- 经济学类